# Штимле
Штимле (алб. Shtime; серб. Штимље) — небольшой город в Косове, центр бедного сельскохозяйственного района.

## Административная принадлежность
| Сербская позиция                                           | Албанская позиция                            |
| ---------------------------------------------------------- | -------------------------------------------- |
| входит в Косовский округ автономного края Косово и Метохия | входит в Урошевацкий округ Республики Косово |